# Кирпиченко, Вадим Алексеевич
Вадим Алексеевич Кирпиченко (25 сентября 1922, Курск — 3 декабря 2005) — советский разведчик, генерал-лейтенант.
Почётный профессор Академии внешней разведки.

## Биография
«В 1940 году я добровольно вступил в Красную армию, служил в десантных войсках и воевал в составе 103-й гвардейской воздушно-десантной дивизии», — вспоминал Кирпиченко.
Закончил специальную школу (спецшколу), где наряду со средним образованием давали и первичную лётную подготовку.

### В годы Великой Отечественной войны
Был направлен в Инженерную академию ВВС. С января 1945 года на фронте в рядах 103-й воздушно-десантной дивизии, участник боёв у озера Балатон. Старший сержант Кирпиченко принимал участие в освобождении Венгрии, Австрии, Чехословакии.

### После войны
Демобилизовался в 1946 г.
В 1947 г. Кирпиченко поступил на учёбу на отделение арабского языка в Московский институт востоковедения, которое окончил в 1952 году. Во время учёбы был избран секретарём партийной организации института. По окончании обучения ему было предложено продолжить службу в КГБ.
В 1952 г. стал слушателем разведшколы № 101. По окончании разведшколы был направлен в штат Восточного отдела ПГУ КГБ СССР.
Был резидентом в Тунисе, Египте (1970—1974).
Пять лет (с мая 1974 по август 1979 года) руководил нелегальной разведкой (управление «С» ПГУ КГБ СССР). Работал с Хелен и Питером Крогерами (Леонтиной и Моррисом Коэнами).
Руководил штурмом дворца Амина в 1979 году.
В 1979—1991 гг. — первый заместитель начальника ПГУ КГБ СССР. После ухода на повышение Крючкова в 1988, как писал Млечин: "Вопрос о преемнике решался долго. Несколько месяцев обязанности руководителя Первого главного управления исполнял генерал-лейтенант Вадим Алексеевич Кирпиченко. В иной ситуации он бы и возглавил разведку. Но Кирпиченко уже исполнилось шестьдесят шесть лет. Горбачев же требовал выдвигать молодых".
В 1997 г. ушёл в отставку.
После отставки руководил группой консультантов Службы внешней разведки России.

## Награды
- орден «За заслуги перед Отечеством» IV степени[2];
- орден Ленина[2];
- орден Октябрьской революции[2];
- орден Красного Знамени — дважды[2];
- орден Отечественной войны I степени[2];
- орден Красной Звезды[2];
- орден «Знак Почёта»[2];
- медаль «За отвагу»[2];
- многие медали СССР[2];
- нагрудный знак «Почётный сотрудник госбезопасности»[2];
- нагрудный знак «За службу в разведке»[2];
- лауреат Премии СВР России в области литературы и искусства (2000) за книгу «Из архива разведчика»[2];
- почётный гражданин города Курска[3][2];
- восемь иностранных орденов[2].

## Сочинения
- Кирпиченко В. А. Разведка: лица и личности. — 3-е изд., доп. — М.: Международные отношения, 2017. — 398 с. — (Секретные миссии).; ISBN 978-5-7133-1562-7[5]
- Кирпиченко В. А. Из архива разведчика. — М.: Международные отношения, 1993. — 334 с. — (Секретные миссии).; ISBN 5-7133-0712-3
- Кирпиченко В. А. Разведка выходит из зоны молчания. // Военно-исторический журнал. — 1995. — № 2. — С.80-87.

## Семья
- Жена — Валерия Николаевна (1930—2015) — востоковед-арабист. Сын и две дочери, четыре внука.
- Сын Сергей (1951—2019) — дипломат, чрезвычайный и полномочный посол.
  - Внучка Ксения Сергеевна — дипломат, сотрудник посольства России в Париже.
  - Внук Вадим Сергеевич — востоковед-арабист, окончил МГИМО.

## Память
- Увековечен на мемориальной доске Службы внешней разведки Российской Федерации[3][2].